# Francisco Prado
Francisco Prado (San Lorenzo, 16 de junio de 2002) es un artista marcial mixto argentino que compite en la división de peso welter del Ultimate Fighting Championship (UFC).

## Primeros años
Prado nació el 16 de junio de 2002 en San Lorenzo, Santa Fe, Argentina.  Comenzó con las artes marciales a los 6 años con karate y boxeo. Desde muy joven se interesó por la MMA hasta que a los 14 años debutó de manera amateur. 

## Carrera de artes marciales mixtas

### Carrera temprana
Comenzó a competir en MMA a los 14 años de manera amateur. Con cinco peleas amateur ganadas, debutó profesionalmente el 7 de julio de 2019 a los 17 años.
El 19 de junio de 2022 obtuvo su primera oportunidad por un cinturón en Samurai Fight House. Se enfrentó a Mauricio Ariel Pare donde ganó el campeonato vacante de peso ligero de Samurai Fight House. Posteriormente defendió el título exitosamente dos veces.

### Ultimate Fighting Championship
Francisco Prado debutó en UFC contra Jamie Mullarkey el 12 de febrero de 2023 en UFC 284. Perdió la pelea por decisión unánime.
Prado se enfrentó a Ottman Azaitar el 15 de julio de 2023 en UFC Fight Night 224. Ganó la pelea por nocaut técnico en el primer asalto. Esta victoria lo hizo merecedor de su primer premio de Actuación de la Noche.
Prado se enfrentó a Daniel Zellhuber el 24 de febrero de 2024 en UFC Fight Night 237. Perdió la pelea por decisión unánime. Aun así, se llevó una bonificación a la Pelea de la Noche.
Prado se enfrentó a Jake Matthews el 9 de febrero de 2025 en UFC 312. Perdió la pelea por decisión unánime.

## Campeonatos y logros
- Ultimate Fighting Championship
  - Pelea de la Noche (una vez) vs. Daniel Zellhuber[11]
  - Actuación de la Noche (una vez) vs. Ottman Azaitar[8]
- Samurai Fight House 
  - Campeonato de peso ligero de Samurai Fight House (Una vez)
    - Dos defensas titulares exitosas

## Récord en artes marciales mixtas
| Récord profesional | Récord profesional | Récord profesional |
| 15 peleas          | 12 victorias       | 3 derrotas         |
| ------------------ | ------------------ | ------------------ |
| Nocaut             | 6                  | 0                  |
| Sumisión           | 6                  | 0                  |
| Decisión           | 0                  | 3                  |

| Resultado | Récord | Oponente            | Método                      | Evento                               | Fecha                   | Ronda | Tiempo | Localización        | Notas                                                                                    |
| --------- | ------ | ------------------- | --------------------------- | ------------------------------------ | ----------------------- | ----- | ------ | ------------------- | ---------------------------------------------------------------------------------------- |
| Derrota   | 12–3   | Jake Matthews       | Decisión (unánime)          | UFC 312                              | 9 de febrero de 2025    | 3     | 5:00   | Sídney              | Regreso a peso wélter.                                                                   |
| Derrota   | 12–2   | Daniel Zellhuber    | Decisión (unánime)          | UFC Fight Night: Moreno vs. Royval 2 | 24 de febrero de 2024   | 3     | 5:00   | Ciudad de México    | Pelea de la Noche.                                                                       |
| Victoria  | 12–1   | Ottman Azaitar      | TKO (golpes)                | UFC on ESPN: Holm vs. Bueno Silva    | 15 de julio de 2023     | 1     | 4:05   | Las Vegas, Nevada   | Actuación de la Noche.                                                                   |
| Derrota   | 11–1   | Jamie Mullarkey     | Decisión (unánime)          | UFC 284                              | 10 de febrero de 2023   | 3     | 5:00   | Perth               |                                                                                          |
| Victoria  | 11–0   | José Barrios Vargas | TKO (golpes)                | Samurai Fight House 8                | 16 de diciembre de 2022 | 1     | 1:17   | Santa Fe            | Defendió el Campeonato de peso Ligero de Samurai Fight House.                            |
| Victoria  | 10–0   | Adrian Perrone      | TKO (golpes)                | Samurai Fight House 6                | 15 de octubre de 2022   | 1     | 2:48   | Mar del Plata       | Defendió el Campeonato de Peso Ligero de Samurai Fight House.                            |
| Victoria  | 9–0    | Mauricio Ariel Pare | Sumision (shoulder choke)   | Samurai Fight House 5                | 19 de junio de 2022     | 3     | 1:07   | Buenos Aires        | Ganó el Campeonato Vacante de Peso Ligero de Samurai Fight House. Regreso a peso ligero. |
| Victoria  | 8–0    | Diego Basualdo      | TKO (rodillazo y golpes)    | Samurai Fight House 3                | 12 de febrero de 2022   | 2     | 0:34   | Buenos Aires        | Pelea en peso pactado (165 lbs).                                                         |
| Victoria  | 7–0    | Gabriel Ribeiro     | Sumision (armbar)           | Samurai Fight House 2                | 6 de noviembre de 2021  | 1     | 1:51   | Río de Janeiro      |                                                                                          |
| Victoria  | 6–0    | Lucas Tavares       | TKO (golpes)                | Samurai Fight House 1                | 21 de agosto de 2021    | 1     | 4:54   | Bahía               |                                                                                          |
| Victoria  | 5–0    | Hugo Nogueira       | Sumisión (rear-naked choke) | NFC 19                               | 21 de agosto de 2021    | 2     | 2:15   | Rio Grande do Norte |                                                                                          |
| Victoria  | 4–0    | Octavio Jobet       | Sumisión (guillotine choke) | CAM 2                                | 24 de abril de 2021     | 1     | 0:34   | Buenos Aires        | Regreso a peso wélter.                                                                   |
| Victoria  | 3–0    | Fernando Silveira   | Sumisión (rear-naked choke) | Parana Strike 1                      | 7 de diciembre de 2019  | 1     | 2:00   | Entre Ríos          | Debut en peso ligero.                                                                    |
| Victoria  | 2–0    | Rodrigo Gigena      | Sumisión (triangle choke)   | Fighting Champions 1                 | 12 de octubre de 2019   | 1     | 0:41   | Santa Fe            | Debut en peso pluma.                                                                     |
| Victoria  | 1–0    | Ayrton Puy          | TKO (golpes)                | La Batalla Del Puente 5              | 7 de julio de 2019      | 1     | 4:30   | Corrientes          | Debut en peso wélter.                                                                    |